# 60 mètres féminin aux championnats du monde d'athlétisme en salle 2018
Pour un article plus général, voir Championnats du monde d'athlétisme en salle 2018.
Navigation
2016 2020
L'épreuve du 60 mètres féminin des championnats du monde en salle 2018 se déroule le 2 mars 2018 à la Barclaycard Arena de Birmingham, au Royaume-Uni.

## Résultats

### Finale
| Rang               | Couloir | Athlète            | Pays              | Temps  | Notes     |
| ------------------ | ------- | ------------------ | ----------------- | ------ | --------- |
| Médaille d'or      | 4       | Murielle Ahouré    | Côte d'Ivoire     | 6 s 97 | WL,AIR,PB |
| Médaille d'argent  | 6       | Marie-Josée Ta Lou | Côte d'Ivoire     | 7 s 05 | PB        |
| Médaille de bronze | 5       | Mujinga Kambundji  | Suisse            | 7 s 05 |           |
| 4                  | 3       | Elaine Thompson    | Jamaïque          | 7 s 08 |           |
| 5                  | 2       | Dafne Schippers    | Pays-Bas          | 7 s 10 |           |
| 6                  | 7       | Michelle-Lee Ahye  | Trinité-et-Tobago | 7 s 13 | SB        |
| 7                  | 2       | Carolle Zahi       | France            | 7 s 19 |           |
| 8                  | 8       | Remona Burchell    | Jamaïque          | 7 s 50 |           |

### Demi-finales
| Rang | Série | Couloir | Athlète            | Pays              | Temps  | Notes |
| ---- | ----- | ------- | ------------------ | ----------------- | ------ | ----- |
| 1    | 1     | 3       | Murielle Ahouré    | Côte d'Ivoire     | 7 s 01 | Q     |
| 2    | 1     | 6       | Elaine Thompson    | Jamaïque          | 7 s 07 | Q, SB |
| 3    | 2     | 5       | Marie-Josée Ta Lou | Côte d'Ivoire     | 7 s 08 | Q     |
| 4    | 1     | 5       | Dafne Schippers    | Pays-Bas          | 7 s 09 | q, SB |
| 5    | 1     | 8       | Javianne Oliver    | États-Unis        | 7 s 10 |       |
| 6    | 3     | 3       | Mujinga Kambundji  | Suisse            | 7 s 10 | Q     |
| 7    | 1     | 4       | Asha Philip        | Grande-Bretagne   | 7 s 13 |       |
| 8    | 2     | 4       | Remona Burchell    | Jamaïque          | 7 s 15 | Q     |
| 8    | 2     | 6       | Michelle-Lee Ahye  | Trinité-et-Tobago | 7 s 15 | Q, SB |
| 10   | 3     | 6       | Carolle Zahi       | France            | 7 s 17 | Q     |
| 11   | 3     | 4       | Carina Horn        | Afrique du Sud    | 7 s 18 |       |
| 12   | 2     | 3       | Tatjana Pinto      | Allemagne         | 7 s 18 |       |
| 13   | 3     | 5       | Ezinne Okparaebo   | Norvège           | 7 s 19 |       |
| 14   | 1     | 2       | Kelly-Ann Baptiste | Trinité-et-Tobago | 7 s 21 | SB    |
| 15   | 3     | 8       | Anna Kiełbasińska  | Pologne           | 7 s 23 | =PB   |
| 16   | 2     | 8       | Ewa Swoboda        | Pologne           | 7 s 25 |       |
| 17   | 3     | 1       | Bianca Williams    | Grande-Bretagne   | 7 s 26 | PB    |
| 18   | 2     | 1       | Crystal Emmanuel   | Canada            | 7 s 27 |       |
| 19   | 2     | 7       | Destiny Carter     | États-Unis        | 7 s 28 |       |
| 20   | 3     | 2       | Anna Bongiorni     | Italie            | 7 s 30 |       |
| 21   | 1     | 7       | Liang Xiaojing     | Chine             | 7 s 30 |       |
| 22   | 2     | 2       | Klára Seidlová     | Tchéquie          | 7 s 35 |       |
| 23   | 1     | 1       | Ajla Del Ponte     | Suisse            | 7 s 40 |       |
|      | 3     | 7       | Gayon Evans        | Jamaïque          | DNS    |       |

### Séries
| Rang | Série | Couloir | Athlète                       | Pays                      | Temps  | Notes  |
| ---- | ----- | ------- | ----------------------------- | ------------------------- | ------ | ------ |
| 1    | 4     | 5       | Carolle Zahi                  | France                    | 7 s 11 | Q, PB  |
| 2    | 5     | 8       | Murielle Ahouré               | Côte d'Ivoire             | 7 s 12 | Q      |
| 3    | 4     | 4       | Mujinga Kambundji             | Suisse                    | 7 s 15 | Q      |
| 4    | 2     | 5       | Marie-Josée Ta Lou            | Côte d'Ivoire             | 7 s 17 | Q      |
| 5    | 5     | 5       | Asha Philip                   | Grande-Bretagne           | 7 s 18 | Q      |
| 6    | 6     | 4       | Tatjana Pinto                 | Allemagne                 | 7 s 18 | Q      |
| 7    | 3     | 3       | Dafne Schippers               | Pays-Bas                  | 7 s 19 | Q      |
| 8    | 6     | 2       | Remona Burchell               | Jamaïque                  | 7 s 19 | Q      |
| 9    | 2     | 2       | Elaine Thompson               | Jamaïque                  | 7 s 20 | Q      |
| 10   | 1     | 8       | Ezinne Okparaebo              | Norvège                   | 7 s 22 | Q      |
| 11   | 1     | 5       | Michelle-Lee Ahye             | Trinité-et-Tobago         | 7 s 23 | Q      |
| 12   | 2     | 4       | Anna Kiełbasińska             | Pologne                   | 7 s 23 | Q, =PB |
| 13   | 3     | 8       | Carina Horn                   | Afrique du Sud            | 7 s 23 | Q      |
| 14   | 3     | 5       | Liang Xiaojing                | Chine                     | 7 s 24 | Q      |
| 15   | 5     | 1       | Destiny Carter                | États-Unis                | 7 s 24 | Q      |
| 16   | 6     | 1       | Ewa Swoboda                   | Pologne                   | 7 s 24 | Q      |
| 17   | 6     | 3       | Anna Bongiorni                | Italie                    | 7 s 24 | q, PB  |
| 18   | 6     | 5       | Kelly-Ann Baptiste            | Trinité-et-Tobago         | 7 s 25 | q, SB  |
| 19   | 3     | 4       | Crystal Emmanuel              | Canada                    | 7 s 26 | q, SB  |
| 20   | 1     | 3       | Javianne Oliver               | États-Unis                | 7 s 29 | Q      |
| 21   | 3     | 7       | Klára Seidlová                | Tchéquie                  | 7 s 30 | q      |
| 22   | 1     | 2       | Bianca Williams               | Grande-Bretagne           | 7 s 31 | q      |
| 23   | 5     | 3       | Ajla Del Ponte                | Suisse                    | 7 s 31 | q      |
| 24   | 2     | 6       | Rosângela Santos              | Brésil                    | 7 s 32 |        |
| 25   | 4     | 6       | Gayon Evans                   | Jamaïque                  | 7 s 33 | Q      |
| 26   | 4     | 8       | Jamile Samuel                 | Pays-Bas                  | 7 s 34 |        |
| 27   | 4     | 3       | Hrystyna Stuy                 | Ukraine                   | 7 s 34 |        |
| 28   | 1     | 4       | Wei Yongli                    | Chine                     | 7 s 35 |        |
| 29   | 2     | 1       | Amy Foster                    | Irlande                   | 7 s 35 |        |
| 30   | 6     | 6       | Andrea Purica                 | Venezuela                 | 7 s 36 |        |
| 31   | 1     | 6       | Krystsina Tsimanouskaya       | Biélorussie               | 7 s 37 |        |
| 32   | 2     | 3       | Isidora Jiménez               | Chili                     | 7 s 38 |        |
| 33   | 3     | 1       | Lorène Bazolo                 | Portugal                  | 7 s 39 |        |
| 34   | 5     | 7       | Vitoria Cristina Rosa         | Brésil                    | 7 s 39 |        |
| 35   | 5     | 2       | Rafailia Spanoudaki-Hatziriga | Grèce                     | 7 s 40 |        |
| 36   | 5     | 4       | Mathilde Kramer               | Danemark                  | 7 s 43 | PB     |
| 37   | 1     | 7       | Ciara Neville                 | Irlande                   | 7 s 47 |        |
| 38   | 6     | 7       | Flings Owusu-Agyapong         | Ghana                     | 7 s 49 |        |
| 39   | 4     | 7       | Tahesia Harrigan-Scott        | Îles Vierges britanniques | 7 s 50 |        |
| 40   | 2     | 7       | Jolene Jacobs                 | Namibie                   | 7 s 67 |        |
| 41   | 4     | 1       | Yasmin Kwadwo                 | Allemagne                 | 7 s 68 |        |
| 42   | 3     | 6       | Loi Im Lan                    | Macao                     | 7 s 69 | NR     |
| 43   | 2     | 8       | Mazoon Al-Alawi               | Oman                      | 7 s 78 | NR     |
| 44   | 3     | 2       | Cristina Llovera              | Andorre                   | 7 s 84 |        |
| 45   | 5     | 6       | Patricia Taea                 | Îles Cook                 | 7 s 90 | NR     |
| 46   | 4     | 2       | Kendi Rosales                 | Honduras                  | 8 s 18 | PB     |
| 47   | 6     | 8       | Zarinae Sapong                | Îles Mariannes du Nord    | 8 s 54 | PB     |

## Légende
Records et Performances
- AR : Record continental (area record)
- CR : Record des championnats (championship record)
- MR : Record du meeting (meet record)
- NR : Record national (national record)
- OR : Record olympique (olympic record)
- PR : Record paralympique (paralympic record)
- PB : Record personnel (personal best)
- SB : Meilleure performance personnelle de la saison (season's best)
- WL : Meilleure performance mondiale de l'année (world leader)
- WJR : Record du monde junior (world junior record)
- WR : Record du monde (world record)

Circonstances et Conditions
- DNF : N'a pas terminé (did not finish)
- DNS : N'a pas pris le départ (did not start)
- DQ : Disqualification (disqualification)
- NM : Aucun essai valable enregistré (No Mark)
- Q : Qualifié « directement » au prochain tour (ou à la prochaine compétition), lors d'une compétition majeure, grâce au classement ou à la réalisation des minima (automatic qualifier)
- q : Qualifié au prochain tour (ou à la prochaine compétition), lors d'une compétition majeure, grâce au repêchage ou à la réalisation de l'une des meilleures performances parmi celles des « non qualifiés directement » (grâce au meilleur temps ou à la meilleure distance par exemple) (secondary qualifier)